# Enrique Gorostieta Velarde
Enrique Nicolás José Gorostieta Velarde (Monterrey, Nuevo León, 18 de septiembre de 1890-Atotonilco el Alto, Jalisco, 2 de junio de 1929) fue un militar mexicano que participó en la Revolución mexicana y en la Guerra Cristera.

## Inicios y Revolución

### Orígenes
Nació en Monterrey, Nuevo León, el 18 de septiembre de 1890 en una prominente familia española de origen vasco, y fue bautizado el 19 de abril de 1891 en la parroquia de Nuestra Señora del Roble. Su padre fue el abogado, político y escritor Enrique Gorostieta González y su madre, María Velarde Valdez-Llano. Tuvo dos hermanas: Eva María Valentina y Ana María. Su abuelo, Nicolás Gorostieta, también fue militar y alcanzó el grado de coronel.

### Estudios
En el Colegio Hidalgo de la ciudad de Monterrey cursó su instrucción básica. Ingresó en diciembre de 1906 al Heroico Colegio Militar, instalado en el Castillo de Chapultepec, en Ciudad de México. Realizó estudios militares en la prestigiosa Academia West Point, en Estados Unidos. Siendo aún cadete, fue asignado, en 1910, al cuerpo de ingenieros del Ejército Mexicano y el 6 de mayo de 1911 fue expedido el grado de Teniente Táctico de Artillería Permanente. Voluntariamente se incorporó al servicio. 

### Actividades militares
En consecuencia, sirvió el ejército las últimas semanas del régimen del presidente Porfirio Díaz (1911), durante el interinato de Francisco León de la Barra (1911), durante el régimen de Francisco I. Madero (1911-1913) bajo las órdenes del general Felipe Ángeles, y durante el de Victoriano Huerta (1913-1914), Bajo el mando de Victoriano Huerta, aún siendo Madero presidente, combatió contra Emiliano Zapata en Morelos, contra Pascual Orozco en el Norte. Al ascender Huerta al poder, Gorostieta fue nombrado capitán primero y recibió la Cruz del Mérito Militar de tercera clase. En abril de 1914, con el grado de coronel, se integró a la brigada que se formó para la defensa de Veracruz a cargo del general Guillermo Rubio Navarrete. Defendió exitosamente su natal Monterrey del ataque de Pablo González y tuvo el mérito de ser, a los veinticuatro años, el General de Brigada más joven de la historia expedido con fecha del 17 de mayo de 1914.   
Después de que el dictador Huerta renunció, Gorostieta siguió prestando sus servicios hasta el licenciamiento del Ejército Federal en agosto de 1914. En algún momento después de ese mes salió del país.

### Exilio
Por los cambios políticos y militares, se fue exiliado, trabajó como ingeniero en El Paso, Texas, y luego en La Habana, Cuba. 

### Regreso a México
Pudo volver a México en 1921, después de que muriera su padre, que estaba exiliado en Laredo, Texas, por haber formado parte del gabinete de Huerta (entre muchos otros cargos públicos que ocupó a lo largo de su vida Gorostieta González). Alejado de la vida militar que había conocido por tantos años, probó diversas ocupaciones, como distribuidor de dulces hasta fabricante de jabones, reconociendo que fueron tiempos difíciles, donde la falta de dinero hizo complicada su vida familiar.

### Matrimonio y descendencia
El 22 de febrero de 1922 contrajo matrimonio con Gertrudis Lasaga Sepúlveda. El 24 de septiembre de 1923, en la Ciudad de México, nació su primer hijo, Enrique, que falleció a fines de mayo de 1924. El 18 de enero de 1925, en Torreón, Coahuila, nació su segundo hijo, a quien nombró también Enrique. En 1926 nació Fernando y en 1928, Luz María, a la que solo conoció en fotografía.

## Guerra Cristera (1926 - 1929)
En julio de 1927 los jefes de la Liga Nacional para la Defensa de la Libertad Religiosa (LNDR), contrataron al general Enrique Gorostieta, a quien llamaban “el General Invencible”, hombre de un gran talento militar quien, aunque en un principio no compartía la gran devoción religiosa de los cristeros y se decía que era masón y jacobino, tampoco dejaba de entender la justicia de sus reivindicaciones. Después se ha comprobado que Gorostieta era hombre muy religioso, y que no era masón.Además, disentía muchísimo del modo de actuar del presidente Plutarco Elías Calles (1924-1928) y del expresidente Álvaro Obregón (1920-1924), quien fue asesinado por León Toral poco después de su reelección en julio de 1928.
El general Gorostieta se contrató por 3,000.00 pesos oro mensuales, y además la LNDR le contrató un seguro de vida a favor de su familia. Respecto a su pago cabal hay diferentes versiones. Escribió su Manifiesto a la Nación. 
El valor y el genio militar de este hombre fueron fundamentales para la causa cristera, ya que contra todo pronóstico, sin armas ni municiones suficientes, y convirtió a un puñado de alzados desorganizados y aislados entre sí en un ejército en regla, una fuerza militar formidable de más de veinticinco mil hombres, eficaces, fuertes, organizados, capaces de poner en jaque al régimen de Plutarco Elías Calles, al que llamó "Guardia Nacional". Únicamente después de su enorme labor se pudo hablar del Ejército Cristero y no de los "ejércitos" cristeros que combatían sin ninguna organización. Combatió en los estados de Jalisco, Michoacán, Colima y Zacatecas. Reorganizó, entrenó y disciplinó al ejército cristero, impresionado por la gran fe de sus soldados se convirtió al catolicismo. En palabras del autor del libro La Cristiada, Jean Meyer, "descubrió la auténtica cristiandad en la fe de sus soldados". Murió en la Hacienda del Valle, en Atotonilco el Alto, Jalisco, en junio de 1929, apenas 19 días antes de la firma de los acuerdos de paz entre el presidente interino Emilio Portes Gil y los líderes del grupo conciliador de la Iglesia, el arzobispo de Michoacán y delegado apostólico, Leopoldo Ruiz y Flores, y el obispo de Tabasco, Pascual Díaz Barreto. Como Gorostieta se oponía a los acuerdos, expuso sus razones en un documento que escribió semanas antes de su muerte y solicitó a la LNDR que hiciera llegar a las autoridades eclesiásticas en la Santa Sede que negociaban con el gobierno de Portes Gil (1928-1930) y como mediador el embajador estadounidense Dwight Morrow (1927-1930). 

### Asesinato
Se dice que fue traicionado mediante una emboscada para que no representara un obstáculo para dichas negociaciones, ya que el gobierno preparó una operación de inteligencia y logró infiltrar a un hombre al círculo de confianza de Gorostieta, un oficial que informó al Ejército Federal de la presencia del general en Atotonilco, donde fue asesinado en una corta operación. Sus últimas palabras fueron, cuando un subalterno le preguntó que habrían de hacer ante el ataque federal de que eran víctimas, fue:
“¡Pelear como los valientes y morir como los hombres!”
Su cuerpo fue exhibido en Atotonilco el Alto por soldados federales que, mientras tanto, gritaban a los pobladores: Vean cómo a su líder no lo salvó el Cristo Rey, al que tanto imploran. Tras las negociaciones, ya sin Gorostieta, el gobierno no respetó los términos, y hubo fusilamientos a católicos de forma indiscriminada. Fue sepultado en el Panteón Español de la Ciudad de México. En su tumba se colocaron, el epitafio:
“Fue cristiano, patriota y caballero. Tuvo un ideal en su vida y por él supo morir. Dios, Patria y Libertad”.

## Cultura popular
Película For Greater Glory de 2012 y distribuida por Twentieth Century Fox. Enrique Gorostieta es interpretado por el actor Andy García.